# Municipio de Rock Creek (Nebraska)
El municipio de Rock Creek (en inglés: Rock Creek Township) es un municipio ubicado en el condado de Saunders en el estado estadounidense de Nebraska. En el año 2010 tenía una población de 317 habitantes y una densidad poblacional de 3,39 personas por km².

## Geografía
El municipio de Rock Creek se encuentra ubicado en las coordenadas 41°5′10″N 96°44′14″O / 41.08611, -96.73722. Según la Oficina del Censo de los Estados Unidos, el municipio tiene una superficie total de 93.47 km², de la cual 93,35 km² corresponden a tierra firme y (0,13 %) 0,12 km² es agua.

## Demografía
Según el censo de 2010, había 317 personas residiendo en el municipio de Rock Creek. La densidad de población era de 3,39 hab./km². De los 317 habitantes, el municipio de Rock Creek estaba compuesto por el 99,05 % blancos, el 0,32 % eran asiáticos, el 0,32 % eran de otras razas y el 0,32 % eran de una mezcla de razas. Del total de la población el 0,63 % eran hispanos o latinos de cualquier raza.